# Contea di McClain
La contea di McClain (in inglese McClain County) è una contea dello Stato dell'Oklahoma, negli Stati Uniti. La popolazione al censimento del 2000 era di 27 740 abitanti. Il capoluogo di contea è Purcell.

## Strade principali
- Interstate 35
- Interstate 44
- H.E. Bailey Turnpike
- U.S. Highway 62
- U.S. Highway 77
- U.S. Highway 177
- State Highway 9

## Confini
- Contea di Cleveland (north)
- Contea di Pottawatomie (northeast)
- Contea di Pontotoc (east)
- Contea di Garvin (south)
- Contea di Grady (west)